# Meton z Aten
Meton z Aten (gr. Μέτων ὁ Ἀθηναῖος) – starogrecki, ateński matematyk, astronom i inżynier żyjący w V wieku p.n.e.
Jego najbardziej znaną pracą jest opisanie w 432 roku p.n.e. 19-letniego cyklu, po którym fazy Księżyca przypadają na te same dni w roku. Zaobserwował on, że 19 lat słonecznych jest równych pod względem długości 235 miesiącom księżycowym, czyli 6940 dniom. Późniejsze obliczenia wskazały, że równanie to jest tylko przybliżeniem.
Przyjmuje się, że razem z astronomem Euctemonem jako pierwszy opisał przesilenie w 432 p.n.e., które stało się dla Ateńczyków wyznacznikiem początku nowego roku.
Nie zachowała się żadna jego praca.